# CEPREMAP
Le CEPREMAP ou CEntre Pour la Recherche EconoMique et ses APplications est un laboratoire de recherche en science économique qui a pour vocation de faire l'interface entre le monde académique et les administrations. 
Le CEPREMAP édite des ouvrages de recherche économique. Il développe le logiciel Dynare et développe le portail de données macroéconomiques dbnomics. 
L'organisme a été créé en 1967 sous le nom Centre d’Études Prospectives d’Économie Mathématique Appliquées à la Planification. Le CEPREMAP était dirigé par Daniel Cohen.